# Serpentine-folyó
A Serpentine-folyó Nyugat-Ausztrália South West régiójában található. 
A folyó a Darling-hegységben ered Bowerling Hillnél, majd nyugat felé kezdi el útját. Később átvág az Albany Highway alatt North Bannistertől északra. A folyó ezután északnyugati irányban folytatja útját a Youarling State Forest erdőn keresztül a Serpentine Nemzeti Parkon átvágva. Ezután a folyó keresztülfolyik a Serpentine Dam víztározóján, majd a Serpentine-vízesésen túljutva Jarrahdaletől délre elérkezik a Swan-folyó parti síkjára. A folyó továbbhalad nyugat felé, majd átvág a South Western Highway alatt és eléri Serpentine városát. Ezután a folyó irányt változtat és délnek veszi útját, majd a Peel-öbölbe ömlik Mandurahnál.
A Serpentine Dam víztározója biztosítja Perth ivóvízellátását. A Serpentine-folyó egyetlen mellékfolyója a Big Brook, amely mielőtt belefolyna a folyóba, keresztülvág a Kerrulup-medencén, az Amarillo tavon és a Goegrup tavon. 
A folyó vizében 2007-ben mérgező algafajok szaporodtak el a szokásosnál melegebb vízben.

## Képgaléria

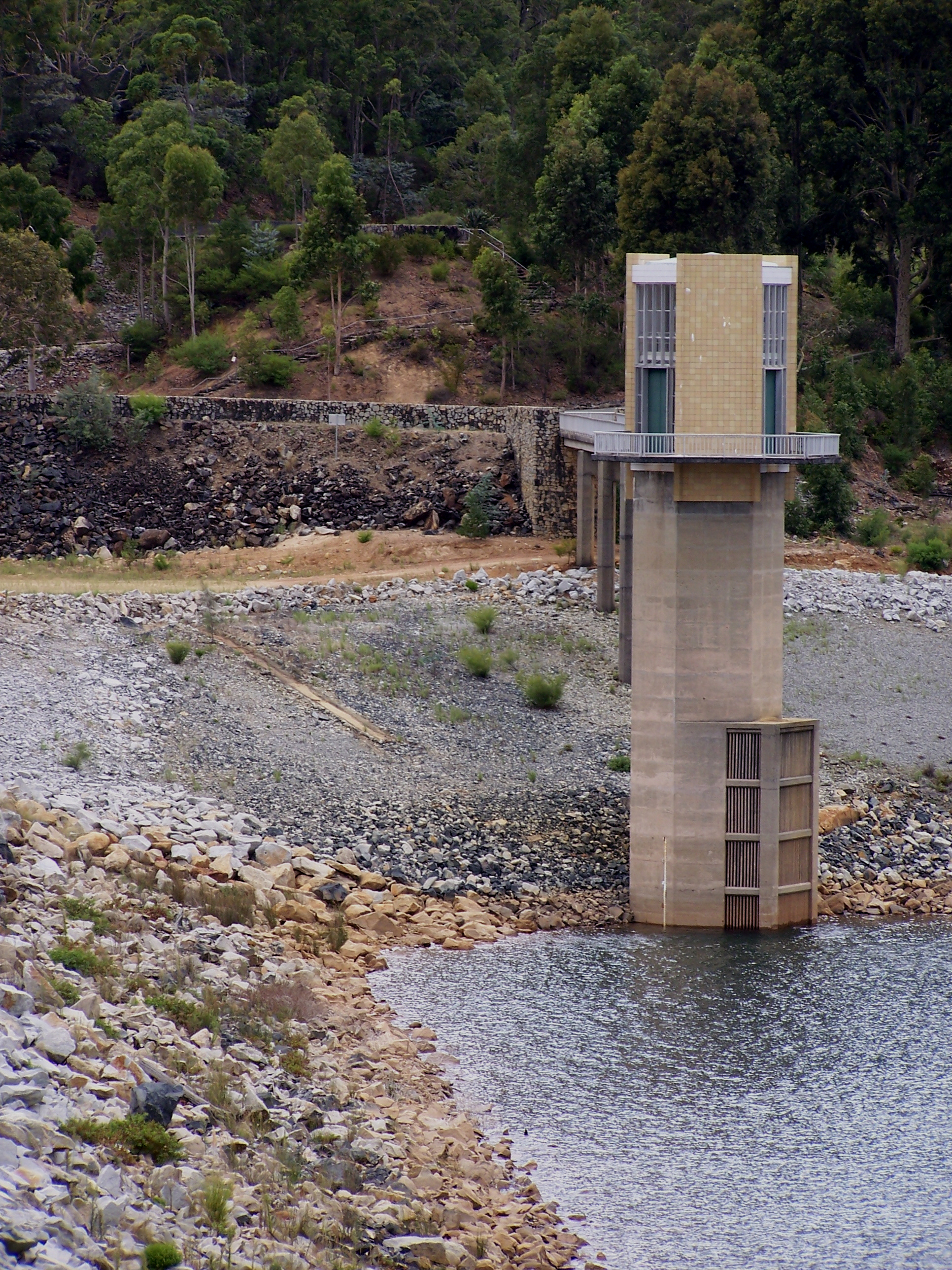
A Serpentine Dam
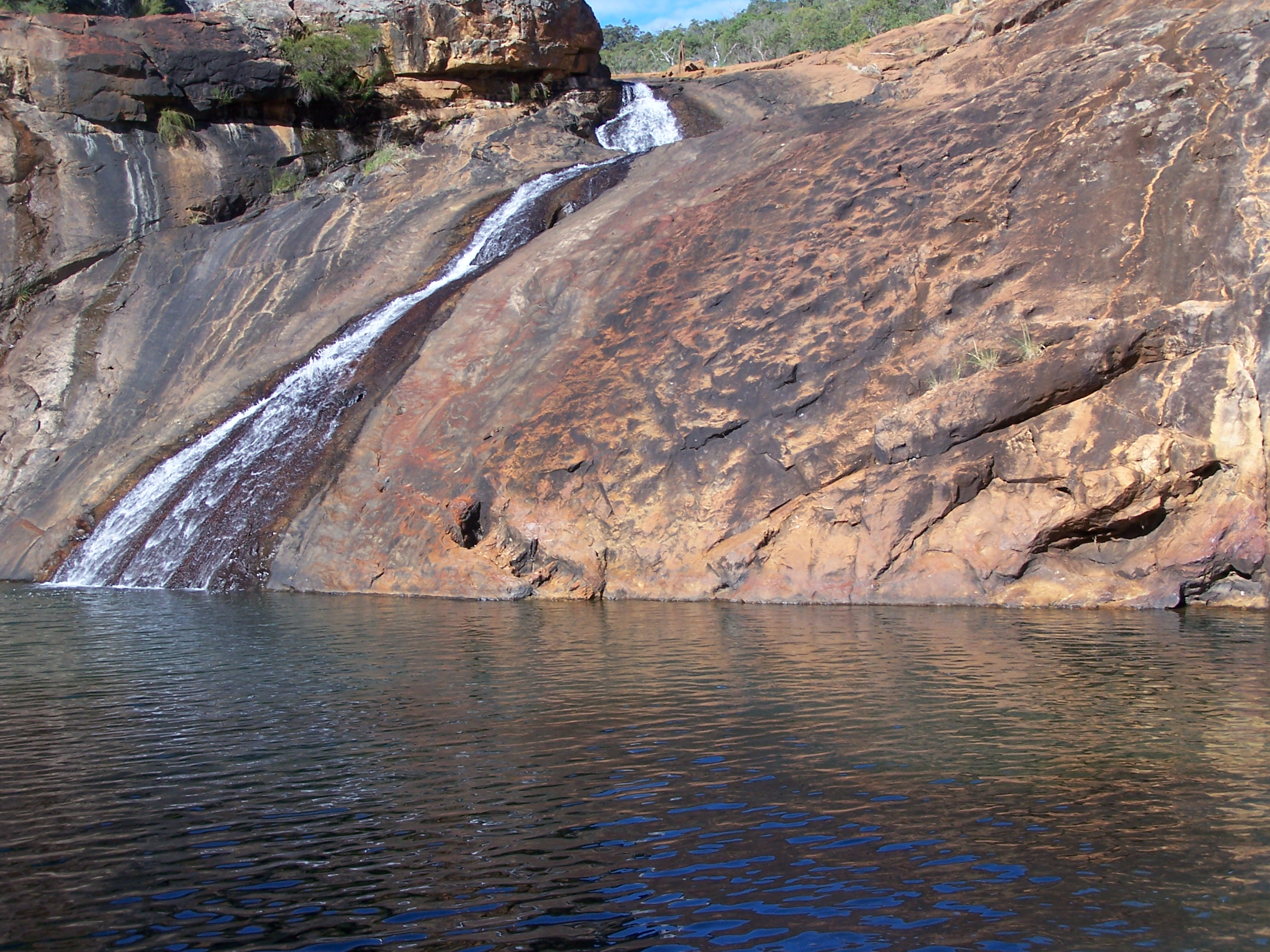
A Serpentine-vízesés

## Fordítás
Ez a szócikk részben vagy egészben  a   Serpentine River (Western Australia) című angol Wikipédia-szócikk ezen változatának fordításán alapul.  Az eredeti cikk szerkesztőit annak laptörténete sorolja fel. Ez a jelzés csupán a megfogalmazás eredetét és a szerzői jogokat jelzi, nem szolgál a cikkben szereplő információk forrásmegjelöléseként.